# Λ́
Cette page contient des caractères spéciaux ou non latins. S’ils s’affichent mal (▯, ?, etc.), consultez la page d’aide Unicode.
Le lambda tonos, λ́, est une lettre grecque additionnelle utilisée par certains auteurs dans l’écriture du silliote.

## Utilisation
En cappadocien, le lambda tonos ‹ λ́ › est utilisé pour représenter une consonne latérale palatale voisée [ʎ] notamment par Richard MacGillivray Dawkins par exemple avec le mot du silliote ‹ σέλ́ει › (θελει), « il veut ».

## Représentations informatiques
Le lambda tonos peut être représente avec les caractères Unicode suivants (grec et copte, diacritiques):
| formes    | représentations | chaînes de caractères | points de code | descriptions                                      |
| --------- | --------------- | --------------------- | -------------- | ------------------------------------------------- |
| capitale  | Λ́               | Λ◌́                    | U+039B U+0301  | lettre majuscule grecque lambda diacritique tonos |
| minuscule | λ́               | λ◌́                    | U+03BB U+0301  | lettre minuscule grecque lambda diacritique tonos |